# Prix Demidoff

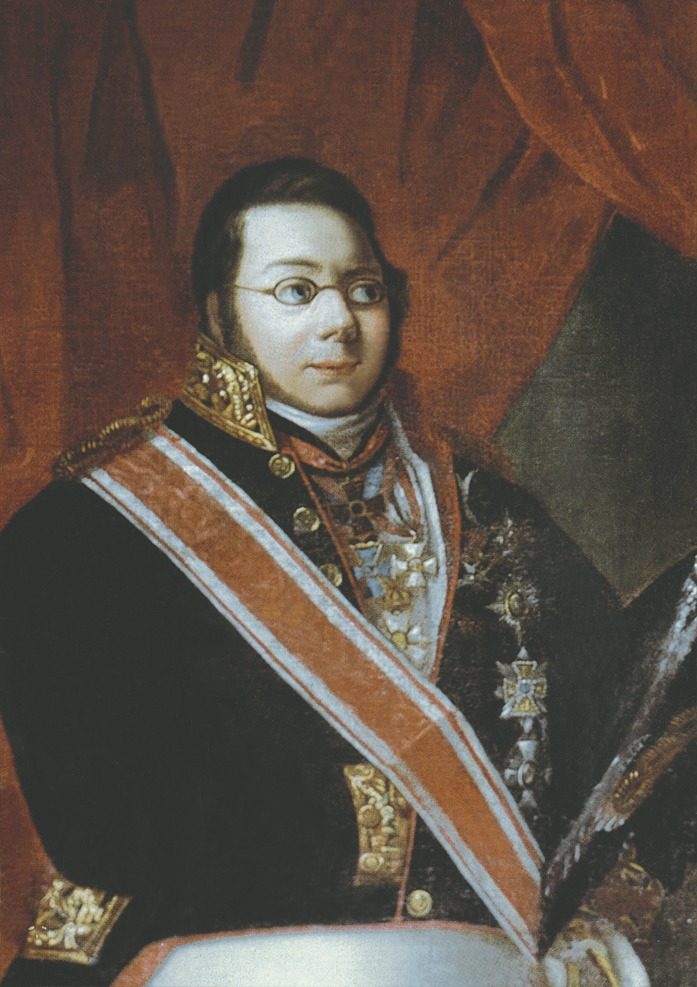
Paul Demidoff, fondateur du prix.

Le prix Demidoff (russe : Демидовская премия) est un prix scientifique remontant à l'époque de la Russie impériale, accordé chaque année à un membre de l’Académie des sciences de Russie. Cette récompense scientifique, l'une des plus anciennes et des plus prestigieuses au monde, a influencé par ses traditions d'autres prix scientifiques, y compris le Prix Nobel. Le Prix Demidoff, après une interruption de 125 ans, a été rétabli par le gouvernement de l’Oblast de Sverdlovsk en 1993.

## Histoire
En 1831 Paul Demidoff, rejeton de l’éminente Famille Demidoff, chambellan de la cour impériale, institua un prix scientifique « souhaitant promouvoir l'excellence de la science, de la littérature et de l'industrie dans son propre pays ». L’Académie des sciences de Saint-Petersbourg (aujourd'hui Académie des sciences de Russie) fut choisie comme jury. En 1832, le président de l’Académie des sciences de Saint-Petersbourg, Sergueï Ouvarov, décerna les premières médailles. En 1840, Demidoff décède et selon son testament, de l'argent a continué à être versé au fonds scientifique Demidoff au cours des 25 années suivantes, jusqu'en 1865. À partir de 1866, suivant en cela les termes de son testament, on cessa d'attribuer cette récompense.
Le Prix Demidoff était une reconnaissance scientifique nationale, la plus prestigieuse de Russie. De 1833 à 1865 l’Académie attribua 55 grands prix (5 000 roubles et 220 accessits (2 500 roubles). Il fut attribué pour la première fois à l'astronome Magnus Georg Paucker en 1832. Parmi les lauréats, on compte de nombreux scientifiques russes de premier plan : en 1836, l’explorateur et géographe Johann Adam von Krusenstern ; en 1840, le physicien Boris Jacobi découvreur de la galvanoplastie; en 1842, le linguiste et lexicographe David Tchoubinachvili, auteur de dictionnaires russe-géorgien ; en 1844, le chirurgien Nikolaï Pirogov le pionnier de la chirurgie militaire et inventeur de la méthode de réduction des fractures par immobilisation au plâtre chirurgical; en 1862, Dmitri Mendeleïev, découvreur du tableau périodique des éléments et bien d'autres. La dernière récompense a été attribuée le 25 juin 1865.

## Nouveau Prix depuis 1993
Ce n'est qu'en 1993, à l’initiative du vice-président de l’Académie des sciences de Russie Guennadi Messiats et du gouverneur de l’oblast de Sverdlovsk Edouard Rossel, que les traditions du Prix Demidoff furent rétablies. Le Prix Demidoff de la Fondation scientifique Demidoff (ru) est désormais accordé en reconnaissance d'accomplissements exceptionnels dans les sciences de la nature et les humanités. Les lauréats sont élus chaque année parmi les membres de l’Académie des sciences de Russie. Selon la tradition, la fondation scientifique Demidoff nomme chaque année trois ou quatre académiciens pour recevoir cette récompense. Le prix consiste en une médaille, un diplôme et 10 000 $ de gratification. La cérémonie de remise des prix se tient chaque année au Palais du gouverneur de l’Oblast de Sverdlovsk, à Iekaterinbourg. Les lauréats du Prix donnent en principe une conférence à l'Université d'État de l'Oural (la conférence Demidoff).

### Voir également
- Liste de prix de physique